# Tweedle Dee Tweedle Dum
«Tweedle Dee Tweedle Dum» — второй сингл шотландской поп-группы Middle of the Road, выпущенный (c «Give It Time» на обороте) в 1971 году лейблом RCA.

## История
Выпуску «Tweedle Dee Tweedle Dum» предшествовал выход короткометражного фильма компании «Фиат», рекламировавший новую модель Fiat 127. Сингл, включённый в альбом Chirpy Chirpy Cheep Cheep (1972), поднялся в сентябре 1971 года до № 2 в UK Singles Charts, до № 7 — в Голландии № 6 — в Норвегии и № 15 — в Германии.

## Содержание
В отличие от первого (первоначально — итальянского) хита, «Chirpy Chirpy Cheep Cheep», с его «птичьим» мини-сюжетом на грани бессмысленности (который, как опасались сами музыканты, в Британии их опозорит навеки), «Tweedle Dee Tweedle Dum» был посвящён «исторической теме»: битве двух кланов, Макдугалов и Магрегоров.
Текст песни изображает главу клана Макдугалов в пещере, среди горных снегов, планирующего «решающее сражение с одним своим знакомым» (англ. McDougal he was plannin' there's gonna be a showdown with somebody he knows). О том, что в пещере проводятся именно военные приготовления, призван свидетельствовать тот факт, что каждое утро оттуда доносятся звуки волынки (англ. Something will happen very soon I know // I hear him playin' his bagpipes every mornin'); предполагается, что это предупреждение (англ. I think that it's a warnin'), и что глава таким образом собирает членов своего клана (англ. He's gathering the clan).
В скором времени, действительно, раздаются человеческие вопли и — люди с мечами в руках (англ. Soon you'll hear the sound of people shouting // you will see the claymores in their hands) выходят сражаться друг с другом — по причинам, которые, «даже если б вы знали, всё равно бы не поняли» (англ. If you knew the reason for their fighting you would never understand).
«Tweedle Dee Oh Tweedle Dum» — такую мелодию привык мычать себе под нос Макдугал. И пока он будет сражаться с кланом Макгрегора, «Честь тартана его клана» никогда не будет посрамлена (англ. While he was fightin' his rival clan McGregor // Dishonour he would never the tartan* of his clan). Tar-tan (от шотландского tärtn) — одежда из шерстяной ткани, у каждого клана она была особого покроя и расцветки и т.д.
Tweedle Dee и Tweedle Dum (в одном из переводов Траляля и Труляля) — это персонажи произведения Льюиса Кэррола «Алиса в Зазеркалье». Один был отражением другого в зеркале. Здесь автор текста намекает на то, что Макдугал и Макгрегор, как зеркальные отражения, похожи друг на друга по своему поведению и т.д.

## Участники записи
- Салли Карр — вокал, ударные
- Кен Эндрюс — ударные
- Иэн Кемпбелл-Льюис — гитара, флейта
- Эрик Кемпбелл-Льюис — бас-гитара, вокал

## Издания
- 1972 — Chirpy Chirpy Cheep Cheep (RCA)
- 1972 — The Best of Middle of the Road (RCA)
- 1990 — The Original Hits (RCA Victor)
- 1992 — The Collection (BMG Ariola)
- 1997 — All the Hits Plus More (Prestige Elite Records)
- 1997 — European Collection: The Final Touch (First Town)
- 1998 — All Their Greatest Hits (Going For A Song)
- 1998 — Middle of the Road (Laserlight)

## Известность в СССР
- В 1975 году песня вошла в 5-й выпуск цикла «На всех широтах» советской фирмы «Мелодия», под названием «Твидл-Ди, Твидл-Да» — как издание группы «Середина дороги»[5].
- Также в это время был известен французский вариант этой песни под названием «Comme les Rois mages» («Волшебники»), в исполнении певицы Шейлы. Песня открывала популярную пластинку «Эстрадная орбита», выпущенную в 1975 году в СССР.
- Песня на этот мотив звучит в советском музыкальном телефильме «Волшебный фонарь» (1976) — её исполняет Геннадий Хазанов в роли комиссара Жюва, строящего планы по обузданию Фантомаса.
- Латышская советская группа «Опус» исполнила в середине 1980-х годов вольный перепев этой песни под названием «На кого же ты похож».[источник не указан 2540 дней]